# Varna City Futsal Club
Il Varna City Futsal Club è una squadra bulgara di calcio a 5 con sede a Varna.

## Storia
La società è stata fondata nel 2013 e già nella stagione 2017-18 ha vinto il suo primo campionato bulgaro.

## Palmarès
- Campionato bulgaro: 2

2017-18, 2018-19